# 重庆巫山机场
重庆巫山机场，原名巫山神女峰机场，是一个位于中国重庆巫山县的机场。机场位于巫山、奉节县的边界，距离县城15公里，将主要为附近的三峡地区的游客服务。该机场建设项目为重庆市重点工程，属4C级支线机场，按照2020年旅客吞吐量28万人次、货邮吞吐量1200吨、年起降架次3333架次进行本期设计建设。将新建1条长2600米、宽45米的跑道，1条长165米、宽18米的垂直联络道，5个机位的停机坪；3500平方米的航站楼；1座塔台和700平方米的航管楼；通信、导航、气象、供油、消防救援等配套设施。

## 历史
重庆巫山机场建设始于2015年4月20日，是重庆市第四个有定期客运服务的机场。
2016年11月21日，巫山县委通过决议，将正在建设的神女峰机场正式命名为重庆巫山机场。
2018年5月，机场进入跑道混凝土浇筑阶段，航站楼、航管楼主体结构基本完成。2018年10月，中国民用航空局空中交通管理局《关于重庆巫山机场地名代码的批复》明确重庆巫山机场四字码：ZUWS；11月，重庆巫山机场飞行区工程及空管工程竣工验收。
2019年3月，重庆巫山机场校飞成功；4月18日，重庆巫山机场试飞成功；7月5日，重庆巫山机场竣工验收；8月7日，重庆巫山机场通过行业验收；8月16日，重庆巫山机场正式通航，首条航线为华夏航空执飞的重庆江北国际机场航线。机场计划先开通到重庆、烟台（山东烟台对口支援巫山县）、北京的三条航线，未来还将争取开通上海航线和飞往华南的深圳或广州航线。巫山机场准备在全国支线机场中率先实行无纸化登机，结合当前智能化发展的趋势，更好地为旅客服务。

## 航空公司與航點
| 航空公司           | 目的地 |
| ------------------ | ------ |
| 華夏航空（G5）     | 重慶   |
| 中國東方航空（MU） | 煙臺   |
| 中國南方航空（CZ） | 廣州   |